# Collegio elettorale di Martina Franca (Camera dei deputati)
Il collegio di Martina Franca fu un collegio elettorale uninominale della Repubblica Italiana per l'elezione della Camera dei deputati. Apparteneva alla circoscrizione Puglia e fu utilizzato per eleggere un deputato nella XII, XIII e XIV legislatura.
Venne istituito nel 1993 con la cosiddetta Legge Mattarella (Legge n. 277, Nuove norme per l'elezione della Camera dei deputati), attuata in seguito al referendum abrogativo del 1993. La legge istituì per la Camera dei deputati e per il Senato della Repubblica un sistema di elezione misto, in parte maggioritario e in parte proporzionale. Il 75% dei parlamentari dell'assemblea veniva eletto in collegi uninominali tramite sistema maggioritario a turno unico; il restante 25% alla Camera veniva eletto tramite sistema proporzionale con liste bloccate.
Il collegio venne abolito insieme a tutti gli altri che costituivano la Camera con la promulgazione della legge elettorale successiva, la cosiddetta Legge Calderoli. Questa prevedeva un sistema proporzionale con premio di maggioranza, che alla Camera veniva attribuito a livello nazionale.

## Territorio
Il collegio di Martina Franca era uno dei 34 collegi uninominali in cui era suddivisa la Puglia e, come previsto dal D.Lgs. del 20 dicembre 1993 n. 536, era interamente compreso nella provincia di Taranto e comprendeva i seguenti comuni: Carosino, Crispiano, Grottaglie, Martina Franca, Monteiasi, Montemesola, Monteparano, Roccaforzata e San Giorgio Ionico.

## Eletti
| Elezione | Elezione | Deputato               | Partito                    |
| -------- | -------- | ---------------------- | -------------------------- |
|          | 1994     | Francesco Paolo Liuzzi | Polo del Buon Governo (AN) |
|          | 1996     | Rocco Maggi            | L'Ulivo (UD)               |
|          | 2001     | Giuseppe Lezza         | Casa delle Libertà (FI)    |

## Dati elettorali

### XII legislatura

#### Risultati proporzionale
| Coalizioni        | Coalizioni                | Liste                                 | Liste                              | Voti   | %     |
| ----------------- | ------------------------- | ------------------------------------- | ---------------------------------- | ------ | ----- |
|                   | Progressisti              |                                       | Partito Democratico della Sinistra | 16.089 | 21,89 |
|                   | Progressisti              | Rifondazione Comunista                | 5.699                              | 7,75   |       |
|                   | Progressisti              | Federazione dei Verdi                 | 1.670                              | 2,27   |       |
|                   | Progressisti              | Alleanza Democratica                  | 1.385                              | 1,88   |       |
|                   | Progressisti              | Partito Socialista Italiano           | 1.232                              | 1,68   |       |
|                   | Progressisti              | Movimento per la Democrazia - La Rete | 835                                | 1,14   |       |
| Totale coalizione | Totale coalizione         | 26.910                                | 36,61                              |        |       |
|                   | Polo del Buon Governo     |                                       | Alleanza Nazionale                 | 17.527 | 23,85 |
|                   | Patto per l'Italia        |                                       | Partito Popolare Italiano          | 10.931 | 14,87 |
|                   | Patto per l'Italia        | Patto Segni                           | 4.319                              | 5,88   |       |
| Totale coalizione | Totale coalizione         | 15.250                                | 20,75                              |        |       |
|                   | Programma Italia          | Programma Italia                      | Programma Italia                   | 6.408  | 8,72  |
|                   | Lista Pannella            | Lista Pannella                        | Lista Pannella                     | 3.474  | 4,73  |
|                   | Lega d'Azione Meridionale | Lega d'Azione Meridionale             | Lega d'Azione Meridionale          | 2.232  | 3,04  |
|                   | Socialdemocrazia          | Socialdemocrazia                      | Socialdemocrazia                   | 535    | 0,73  |
|                   | Utopia                    | Utopia                                | Utopia                             | 325    | 0,44  |
|                   | Alleanza Popolare         | Alleanza Popolare                     | Alleanza Popolare                  | 267    | 0,36  |
|                   | Solidarietà e Progresso   | Solidarietà e Progresso               | Solidarietà e Progresso            | 136    | 0,19  |
|                   | Democrazia e Solidarietà  | Democrazia e Solidarietà              | Democrazia e Solidarietà           | 131    | 0,18  |
|                   | Unione Popolare           | Unione Popolare                       | Unione Popolare                    | 118    | 0,16  |
|                   | Rinascita Salentina       | Rinascita Salentina                   | Rinascita Salentina                | 97     | 0,13  |
|                   | Alleanza di Programma     | Alleanza di Programma                 | Alleanza di Programma              | 88     | 0,12  |
| Totale            | Totale                    | Totale                                | Totale                             | 73.498 |       |

#### Risultati uninominale
|                               | Francesco Paolo Liuzzi ✔️ Eletto | Polo del Buon Governo (FI - AN - CCD - UDC - PLD) | 29 385 | 38,57 |  |  |  |  |  |
|                               | Giovanna Pace                    | Progressisti                                      | 23 652 | 31,04 |  |  |  |  |  |
|                               | Angela Detta Lina Mirabile       | Patto per l'Italia                                | 11 705 | 15,36 |  |  |  |  |  |
|                               | Marco Caramia                    | Programma Italia                                  | 5 139  | 6,75  |  |  |  |  |  |
|                               | Francesco Fabietti               | Alleanza Jonica                                   | 2 921  | 3,83  |  |  |  |  |  |
|                               | Ilva Bertolucci                  | Lega d'Azione Meridionale                         | 1 969  | 2,58  |  |  |  |  |  |
|                               | Mario Claviten Lenti             | Unione Democratici Riformisti                     | 1 418  | 1,86  |  |  |  |  |  |
| Totale                        | Totale                           | Totale                                            | 76 189 | 100   |  |  |  |  |  |
|                               |                                  |                                                   |        |       |  |  |  |  |  |
| Fonte: Ministero dell'interno |                                  |                                                   |        |       |  |  |  |  |  |

### XIII legislatura

#### Risultati proporzionale
| Coalizioni        | Coalizioni                         | Liste                                     | Liste                              | Voti   | %     |
| ----------------- | ---------------------------------- | ----------------------------------------- | ---------------------------------- | ------ | ----- |
|                   | Polo per le Libertà                |                                           | Forza Italia                       | 18.950 | 25,18 |
|                   | Polo per le Libertà                | Alleanza Nazionale                        | 10.349                             | 13,75  |       |
|                   | Polo per le Libertà                | CCD-CDU                                   | 5.907                              | 7,85   |       |
| Totale coalizione | Totale coalizione                  | 35.206                                    | 46,78                              |        |       |
|                   | L'Ulivo                            |                                           | Partito Democratico della Sinistra | 16.399 | 21,79 |
|                   | L'Ulivo                            | Popolari per Prodi (PPI-SVP-PRI-UD-Prodi) | 3.105                              | 4,13   |       |
|                   | L'Ulivo                            | Rinnovamento Italiano                     | 2.930                              | 3,89   |       |
|                   | L'Ulivo                            | Federazione dei Verdi                     | 854                                | 1,13   |       |
| Totale coalizione | Totale coalizione                  | 23.288                                    | 30,94                              |        |       |
|                   | Lega d'Azione Meridionale          | Lega d'Azione Meridionale                 | Lega d'Azione Meridionale          | 6.794  | 9,03  |
|                   | Progressisti                       |                                           | Rifondazione Comunista             | 5.788  | 7,69  |
|                   | Movimento Sociale Fiamma Tricolore | Movimento Sociale Fiamma Tricolore        | Movimento Sociale Fiamma Tricolore | 1.000  | 1,33  |
|                   | Lista Pannella - Sgarbi            | Lista Pannella - Sgarbi                   | Lista Pannella - Sgarbi            | 985    | 1,31  |
|                   | Mani Pulite                        | Mani Pulite                               | Mani Pulite                        | 949    | 1,26  |
|                   | Partito Socialista                 | Partito Socialista                        | Partito Socialista                 | 589    | 0,78  |
|                   | Gruppo Indipendente Libertà        | Gruppo Indipendente Libertà               | Gruppo Indipendente Libertà        | 405    | 0,54  |
|                   | Ambientalisti                      | Ambientalisti                             | Ambientalisti                      | 259    | 0,34  |
| Totale            | Totale                             | Totale                                    | Totale                             | 75.263 |       |

#### Risultati uninominale
|                               | Rocco Maggi ✔️ Eletto  | L'Ulivo                   | 32 881 | 43,59 |  |  |  |  |  |
|                               | Francesco Paolo Liuzzi | Polo per le Libertà       | 29 178 | 38,68 |  |  |  |  |  |
|                               | Francesco Terruli      | Lega d'Azione Meridionale | 6 834  | 9,06  |  |  |  |  |  |
|                               | Giustino Caroli        | Mani Pulite               | 4 062  | 5,38  |  |  |  |  |  |
|                               | Giuseppe Passoforte    | Fiamma Tricolore          | 2 484  | 3,29  |  |  |  |  |  |
| Totale                        | Totale                 | Totale                    | 75 439 | 100   |  |  |  |  |  |
|                               |                        |                           |        |       |  |  |  |  |  |
| Fonte: Ministero dell'interno |                        |                           |        |       |  |  |  |  |  |

### XIV legislatura

#### Risultati proporzionale
| Coalizioni        | Coalizioni                | Liste                                 | Liste                     | Voti   | %     |
| ----------------- | ------------------------- | ------------------------------------- | ------------------------- | ------ | ----- |
|                   | Casa delle Libertà        |                                       | Forza Italia              | 27.557 | 35,51 |
|                   | Casa delle Libertà        | Alleanza Nazionale                    | 10.058                    | 12,96  |       |
|                   | Casa delle Libertà        | CCD-CDU                               | 2.816                     | 3,63   |       |
|                   | Casa delle Libertà        | Nuovo PSI                             | 775                       | 1,00   |       |
| Totale coalizione | Totale coalizione         | 41.206                                | 53,10                     |        |       |
|                   | L'Ulivo                   |                                       | Democratici di Sinistra   | 11.577 | 14,92 |
|                   | L'Ulivo                   | La Margherita (Dem - PPI - RI- UDEUR) | 10.621                    | 13,69  |       |
|                   | L'Ulivo                   | Comunisti Italiani                    | 1.366                     | 1,76   |       |
|                   | L'Ulivo                   | Il Girasole (FdV - SDI)               | 975                       | 1,26   |       |
| Totale coalizione | Totale coalizione         | 24.539                                | 31,63                     |        |       |
|                   | Rifondazione Comunista    | Rifondazione Comunista                | Rifondazione Comunista    | 3.486  | 4,49  |
|                   | Lista Di Pietro           | Lista Di Pietro                       | Lista Di Pietro           | 3.461  | 4,46  |
|                   | Democrazia Europea        | Democrazia Europea                    | Democrazia Europea        | 1.607  | 2,07  |
|                   | Lista Pannella - Bonino   | Lista Pannella - Bonino               | Lista Pannella - Bonino   | 1.162  | 1,42  |
|                   | Lega d'Azione Meridionale | Lega d'Azione Meridionale             | Lega d'Azione Meridionale | 1.100  | 1,42  |
|                   | Fiamma Tricolore          | Fiamma Tricolore                      | Fiamma Tricolore          | 890    | 1,15  |
|                   | Paese Nuovo               | Paese Nuovo                           | Paese Nuovo               | 94     | 0,12  |
|                   | Abolizione scorporo       | Abolizione scorporo                   | Abolizione scorporo       | 48     | 0,06  |
| Totale            | Totale                    | Totale                                | Totale                    | 77.593 |       |

#### Risultati uninominale
|                               | Giuseppe Lezza ✔️ Eletto | Casa delle Libertà        | 38 909 | 50,22 |  |  |  |  |  |
|                               | Martino Margiotta        | L'Ulivo                   | 31 210 | 40,28 |  |  |  |  |  |
|                               | Valter Pesce             | Lista Di Pietro           | 3 065  | 3,96  |  |  |  |  |  |
|                               | Leonardo D'Arcangelo     | Democrazia Europea        | 2 725  | 3,52  |  |  |  |  |  |
|                               | Mario Cito               | Lega d'Azione Meridionale | 1 573  | 2,03  |  |  |  |  |  |
| Totale                        | Totale                   | Totale                    | 77 482 | 100   |  |  |  |  |  |
|                               |                          |                           |        |       |  |  |  |  |  |
| Fonte: Ministero dell'interno |                          |                           |        |       |  |  |  |  |  |